# Preserved Roses
「Preserved Roses」（プリザーブド・ローゼズ）は、2013年5月15日にリリースされたT.M.Revolution×水樹奈々のコラボレーションシングル。発売元はエピックレコード。

## 概要
- テレビアニメ『革命機ヴァルヴレイヴ』（以降『VVV』）オープニングテーマ。
- 制作については、『VVV』のプロットと水樹のライブ映像を観た上で行われた。楽曲については土台をT.M.Revolution（以降、TMR）のカラーで作り、その上でTMRと水樹のデュエットの良さを模索したという[2]。
- レコーディングはTMRの先行で行われたが[2]西川貴教によればTMRはあくまで「受け」で「攻め」の水樹を「リフトする感じ」になっているという[3]。
- 歌詞は、『VVV』の主人公・時縞ハルトの想いを中心とした世界観が反映されており、サビでは内なる感情が「大きな塊」のように飛ぶイメージになっている[3]。
- 曲調は、アルゼンチンタンゴ風[4]のエネルギッシュな曲であるという[5]。
- MVは収録時間が10分以上を要する短編映画並みのスケールとなっている。
- シングルは初回限定盤（ESCL-4049/50）、期間限定盤（ESCL-4051）、通常盤（ESCL-4052）の3種リリースで、初回限定盤には本曲MVおよび『VVV』のTVスポットを収録したDVDが同梱。
- 第64回NHK紅白歌合戦での歌唱曲となり、西川にとっては2005年以来8年ぶり、4度目の紅白出場となった（『-革命2013- 紅白スペシャルコラボレーション』として「革命デュアリズム」とのメドレー）。翌年第65回NHK紅白歌合戦でも歌唱曲となり、2年連続での歌唱となった（『紅白2014スペシャルコラボレーション』として「禁断のレジスタンス」とのメドレー）。
- 2019年3月1日、平成アニソン大賞の企画賞（2010年 - 2019年）に選出された[6]。

## チャート成績
5月17日-5月20日付オリコンシングルデイリーチャートで4日連続の1位を獲得。5月27日付週間チャートでは初登場2位にランクインし、初動11.5万枚、累計17.9万枚のセールスを記録した。また、ビルボードではBillboard JAPAN Hot 100、Billboard JAPAN Hot Animatonと2つのチャートで週間1位を獲得している。

## 収録曲

### 初回生産限定盤

#### CD
1. Preserved Roses (3:33)
  - 作詞：井上秋緒　作曲・編曲：浅倉大介
  - 出版社：ソニー・ミュージックパブリッシング
2. Preserved Roses -アニメバージョン- (1:32)

#### DVD
1. Preserved Roses（TRAILER MOVIE）
2. Preserved Roses（OFF SHOT MOVIE）
3. Preserved Roses（TV SPOT）
4. TVアニメ「革命機ヴァルヴレイヴ」OPENING MOVIE
5. TVアニメ「革命機ヴァルヴレイヴ」TV SPOT

### 期間生産限定盤
1. Preserved Roses (3:29)

### 通常盤
1. Preserved Roses(3:33)
2. Preserved Roses (T.M.Revolution Only) (3:33)
3. Preserved Roses (Nana Mizuki Only) (3:29)

## 楽曲の収録アルバム
- GEISHA BOY -ANIME SONG EXPERIENCE-（#1）
- 2020 -T.M.Revolution ALL TIME BEST-
- THE MUSEUM III

## カバー
- Roselia［湊友希那（相羽あいな）］、美竹蘭（佐倉綾音） - 2022年6月30日にゲーム『バンドリ! ガールズバンドパーティ!』に追加収録[10]。同年12月14日発売の『バンドリ！ ガールズバンドパーティ！ カバーコレクション Vol.7』でCD初収録。
- スリーズブーケ［日野下花帆＆乙宗梢（楡井希実＆花宮初奈）］ - 2023年5月20日リリースのゲーム『Link!Like!ラブライブ!』に初期収録。